# Ribaforada
Ribaforada es una villa y un municipio español de la Comunidad Foral de Navarra, situado en la merindad de Tudela, en la Ribera de Navarra, la comarca de Tudela y a 107 km de la capital de la comunidad, Pamplona. Cuenta con una población de 3701 habitantes (INE 2024). 

## Toponimia
Ribaforada es un topónimo procedente del romance (Ripaforata) y compuesto de dos términos: Riba y forada. Ambos son polisémicos, así y según los estudios léxicos, puede proceder de varias referencias:
1. Riba, Riva o Ripa:[4] cuyo sentido haría referencia tanto al promontorio donde originariamente se produjo el primer asentamiento urbano de la localidad como a la cercanía de este con la orilla del río Ebro.
2. Forum[5] o Porus[6] (del gr. Phoros): término que haría referencia tanto a la característica porosidad de la tierra que presenta el montículo como a la condición de aforadas de las almunias donde se habían establecido los primeros pobladores.

Así, jugando con el significado de los dos términos podemos dar un sentido unitario que varía según las interpretaciones. Los más comunes son: montículo horadado, montículo con leyes, ribera horadada o ribera con leyes.

## Símbolos
Escudo
Partido: 1º, en campo de gules, una cruz de Jerusalén de oro, atravesada de una espada de plata, puesta en barra; medio cortado de azur, con un creciente de plata, ranversado y surmontado de una corona real de oro, y 2º, en campo de azur, un puente de oro, puesto sobre ondas de azur y plata.
Bandera
Sobre un paño de proporciones 2/3 de igual color rojo que la Bandera de Navarra y estampado en el centro su escudo.

## Geografía
Es parte de la comarca de La Ribera, se sitúa a 106 kilómetros de Pamplona. El término municipal está atravesado por la Autopista Vasco-Aragonesa (AP-68), por la Autovía del Ebro (A-68) y por carreteras locales que conectan con Ablitas (NA-3042), Buñuel (NA-5200) y Fustiñana (NA-5202). El relieve del municipio es prácticamente llano, destacando la presencia del río Ebro, el Canal Imperial de Aragón y el Canal de Lodosa. La altitud oscila entre los 340 metros al suroeste y los 240 metros a orillas del Ebro. El pueblo se alza a 262 metros sobre el nivel del mar. 
Su término municipal limita con los términos de, Fontellas, Cabanillas, Tudela (exclave), Fustiñana, Ablitas, Buñuel y Cortes.
Históricamente Ribaforada ocupa el lugar de varias pequeñas almunias: Azut, Espedolla y Estercuel. De la unión de estas dos últimas se habría fundado Ribaforada. Separadas por un barranco sobre la actual calle Caballeros templarios que divide el municipio en dos.
En la actualidad es un único municipio denominado Ribaforada. Su casco urbano, de estructura alargada, linda al este con el canal Imperial de Aragón y al oeste con la línea de ferrocarril.

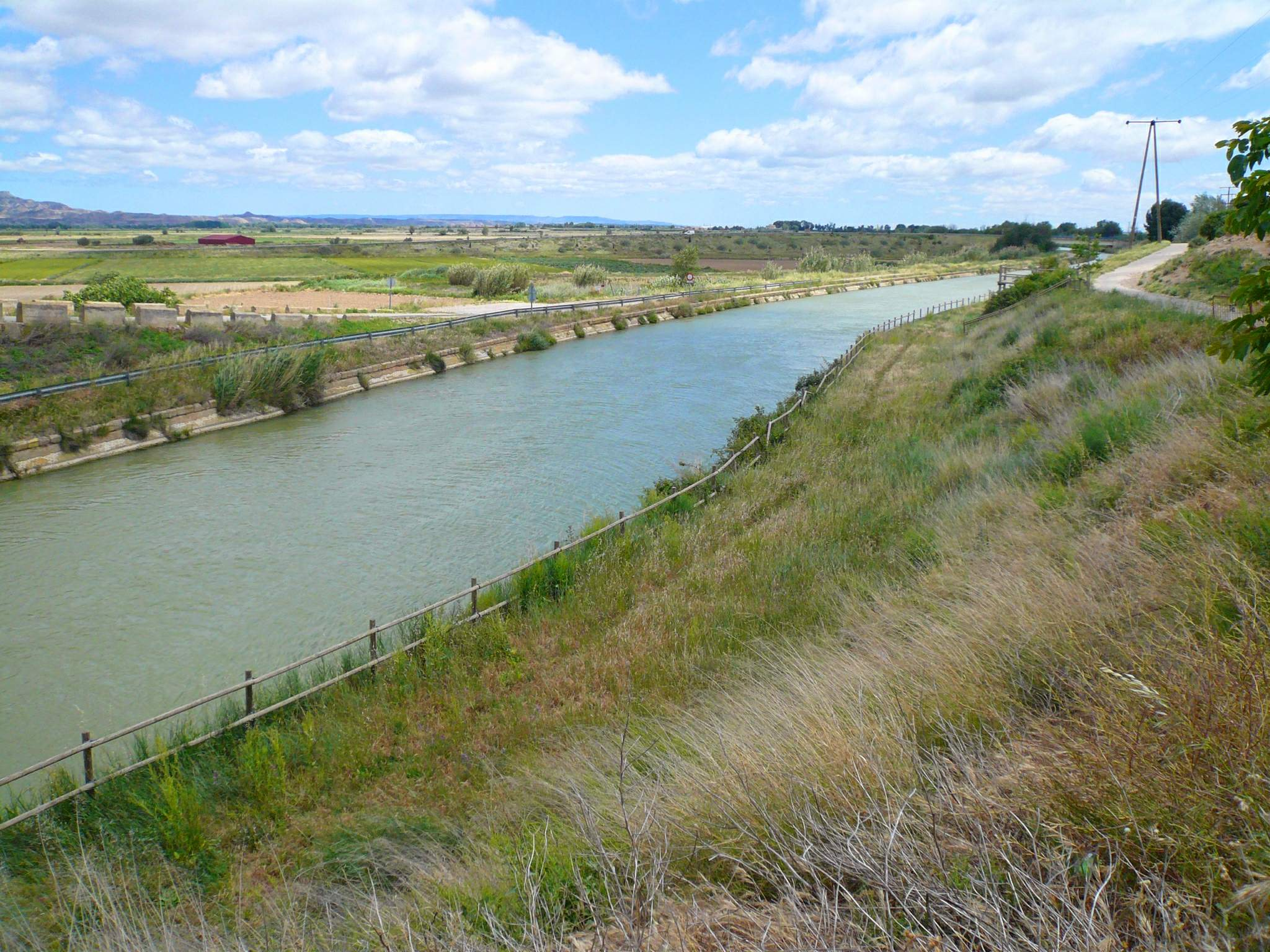
El Canal Imperial de Aragón a su paso por Ribaforada

### Clima
Clima mediterráneo continental. Viento predominante del norte, denominado Cierzo. En Ribaforada, los veranos son cálidos y mayormente despejados; los inviernos son fríos, ventosos y parcialmente nublados y está seco durante todo el año. Durante el transcurso del año, la temperatura generalmente varía de 3 °C a 32 °C y rara vez baja a menos de -2 °C o sube a más de 37 °C.

## Demografía
Ribaforada cuenta con una población de 3701 habitantes (INE 2024).
| Gráfica de evolución demográfica de Ribaforada entre 1842 y 2021                                                    |
| |
| Población de derecho según los censos de población del INE Población de hecho según los censos de población del INE |

## Economía
Intensa actividad hortofrutícola, industria agroalimentaria, construcción, química y un importante sector de servicios. Un considerable número de su población activa desarrolla su actividad en la comarca.
El florecimiento de la villa, como es concebido modernamente, está ligado al desarrollo de la agricultura, y más concretamente al regadío. Este es el motor del progreso de Ribaforada durante los dos siglos últimos, que se inician con la renovación y conversión de la antigua acequia Imperial en Canal Imperial, y posteriormente con la construcción del canal de Lodosa. Actualmente aunque la agricultura sigue ocupando un papel importante, ha perdido la hegemonía frente a la diversidad de actividades industriales y de servicios que se incrementan a finales del siglo XX.

## Administración y política
| Periodo   | Nombre                           | Partido | Partido                                  |
| --------- | -------------------------------- | ------- | ---------------------------------------- |
| 1979-1987 | Félix Buil Martínez              |         | Partido Socialista de Navarra (PSN-PSOE) |
| 1987-1999 | José Antonio Villafranca Enrique |         | Partido Socialista de Navarra (PSN-PSOE) |
| 1999-2003 | Pascual Arriazu García           |         | Izquierda Unida (IU)                     |
| 2003-2007 | José Antonio Villafranca Enrique |         | Partido Socialista de Navarra (PSN-PSOE) |
| 2007-2009 | Edurne Ruiz Huguet               |         | Partido Socialista de Navarra (PSN-PSOE) |
| 2009-2011 | María Nuria Ruiz Huguet          |         | Independiente                            |
| 2011-2019 | Jesús María Rodríguez Gómez      |         | Partido Socialista de Navarra (PSN-PSOE) |
| 2019-act. | Tirso Calvo Zardoya              |         | Partido Socialista de Navarra (PSN-PSOE) |

| Partido político | Partido político                             | 2023  | 2023       | 2019               | 2019               | 2015  | 2015       | 2011  | 2011       | 2007  | 2007       | 2003  | 2003       | 1999  | 1999       | 1995  | 1995       |
| Partido político | Partido político                             | %     | Concejales | %                  | Concejales         | %     | Concejales | %     | Concejales | %     | Concejales | %     | Concejales | %     | Concejales | %     | Concejales |
|                  | Partido Socialista de Navarra (PSN-PSOE)     | 64,66 | 9          | 43,29              | 5                  | 43,60 | 5          | 33,07 | 4          | 32,58 | 4          | 36,38 | 4          | 32,41 | 3          | 44,95 | 5          |
|                  | Partido Popular (PP)                         | 20,98 | 2          | Navarra Suma (NA+) | Navarra Suma (NA+) | 8,07  | 1          | 12,39 | 1          | —     | —          | —     | —          | —     | —          | —     | —          |
|                  | Geroa Bai (GBai)-Nafarroa Bai (NaBai)        | 6,94  | 0          | 15,34              | 2                  | 14,62 | 2          | 13,39 | 2          | —     | —          | —     | —          | —     | —          | —     | —          |
|                  | Navarra Suma (NA+)                           | —     | —          | 25,77              | 3                  | —     | —          | —     | —          | —     | —          | —     | —          | —     | —          | —     | —          |
|                  | Podemos                                      | —     | —          | 14,23              | 1                  | —     | —          | —     | —          | —     | —          | —     | —          | —     | —          | —     | —          |
|                  | Unión del Pueblo Navarro (UPN)               | —     | —          | Navarra Suma (NA+) | Navarra Suma (NA+) | 20,41 | 2          | —     | —          | 37,35 | 4          | 34,71 | 4          | 40,85 | 5          | 32,75 | 4          |
|                  | Izquierda-Ezkerra (I-E)                      | —     | —          | —                  | —                  | 11,83 | 1          | —     | —          | 28,26 | 3          | 27,24 | 3          | 24,63 | 3          | 20,41 | 2          |
|                  | Unión del Pueblo de Ribaforada (UPR)         | —     | —          | —                  | —                  | —     | —          | 26,43 | 3          | —     | —          | —     | —          | —     | —          | —     | —          |
|                  | Agrupación de Izquierdas de Ribaforada (AIR) | —     | —          | —                  | —                  | —     | —          | 12,03 | 1          | —     | —          | —     | —          | —     | —          | —     | —          |

## Historia

### Prehistoria y Antigüedad
Los primeros asentamientos humanos en el actual término de Ribaforada se remontan a la prehistoria. Las terrazas fluviales, altas y fértiles, que iba formando el río Ebro en su proceso geológico de encauzamiento tras la progresiva desecación del mar que ocupaba el actual desierto de Las Bardenas, supusieron para las civilizaciones que pasaron por el territorio un buen lugar para establecerse. Los restos arqueológicos más antiguos que se han hallado pertenecen a un asentamiento celtíbero localizado en la linde norte del municipio, concretamente en la llamada loma del Prior, situada en la zona de El Castellar, donde aparecieron restos de muro de sillería, vasijas, utensilios y morteros de molienda. Más tarde, el lugar conoció la romanización de la comarca como evidencian varios trabajos arqueológicos (todavía en curso) que ha recogido muestras de monedas y restos de vía romana (que atraviesa la zona de La Dehesa) que remarcan el carácter de zona de paso e intercambio comercial entre diversos pueblos, así como el hallazgo en septiembre de 2017 de una importante villa romana con hipocausto datada sobre el siglo II que pone de relieve el relevante pasado romano de la zona.

### Edad Media
En la Reconquista, que iniciara Pelayo en Covadonga en el año 778, las tropas cristianas, llegado el año 1119, arrebataron a los musulmanes la localidad de Tudela y otros terrenos de su entorno entre los que estaba lo que hoy es el término municipal de Ribaforada.
En 1119 el lugar fue reconquistado el lugar a los musulmanes, junto con Tudela. Según la información del Fuero de Sobrarbe de 1119, en el hoy término de Ribaforada se encontraban las pedanías de Azut, Estercuel y Espedolla. Este último asentamiento coexistió de forma independiente (al norte de «El Barranco», actual zona sur de la localidad) hasta fundirse administrativamente con ella posiblemente a finales del siglo XIV. 
Allá por el año 1157, en pleno siglo XII, el rey de Navarra donó a la orden de los Caballeros Templarios los terrenos de Estercuel y de Espedolla. Ambos parajes, próximos entre sí, se encontraban dentro del actual término de Ribaforada.
Su fundación como villa ya constituida con el nombre de Ribaforada suele datarse en 1157, durante el reinado de Sancho VI el Sabio, cuando los Caballeros Templarios levantaron su convento fortificado en el punto más alto de la superficie rodeado de viviendas.
Estercuel, que debió quedar despoblado en el siglo XII, era una almunia (una especie de huerta grande) con su propio núcleo de población, moros todos ellos, que contaba con mezquita propia. No hay que olvidar que fue en este lugar en donde en el año 975, exactamente el 6 de julio, Abd al Rahmán ibn Yahyá derrotó a las tropas pamplonesas dirigidas por Ramiro Garcés, hermanastro del rey Sancho Garcés II (Sancho Abarca).
Desde mediados del siglo XII fue señorío de la Orden del Temple, tras cuya supresión en 1313 la villa fue entregada, casi al completo, por el rey Luis I el Hutín a los Hospitalarios de San Juan de Jerusalén, salvo la cena y algunas heredades que Carlos III de Navarra entregó más tarde a su hijo natural Godofre de Navarra, en 1413. 
La orden de los Templarios está entroncada de lleno en el nacimiento de esta villa ribera. Ellos, que de alguna manera vinieron a disfrutar de los privilegios que les había otorgado el monarca navarro Sancho el Sabio, consiguieron rodear su convento de viviendas en las que indistintamente habitaban moros y cristianos; a la vez que iba habitándose el entorno de este edificio religioso, iban despoblándose esas dos pequeñas poblaciones que eran Estercuel y Espedolla, llegando aquellas primero a deshabitarse y posteriormente a desaparecer por completo. Aquellos primeros pobladores "civiles" de Ribaforada se asentaron allí como labradores de las tierras del convento. Y no debían de ser malos trabajadores precisamente; baste el dato de que en el año 1250 consiguieron del rey de Navarra que les arrendasen los montes; y poco después, cuando en 1264 los moros habían conseguido que en esos montes creciesen todo tipo de hortalizas y de frutos, cuando habían conseguido crear zonas de pastos e incrementar notoriamente sus ganados, entonces el rey Teobaldo II suprimió el arriendo y donó, también los montes, a la Orden de los Caballeros Templarios para conseguir que estos mantuviesen su presencia en Ribaforada. La encomienda templaria de Ribaforada era una de las principales propiedades, a orillas del Ebro, de esta orden, junto la encomienda de Cintruénigo y el castillo de Novillas (entonces bajo administración navarra). Junto a Aberin y Puente la Reina, una de las encomiendas situadas en el medieval Reino de Navarra. 
A diferencia de otros reinos peninsulares, en Navarra fue inmediata también la persecución y arresto de estos frailes guerreros; no en vano estaba regida por Luis I, hijo de Felipe IV el Hermoso y su consorte, y legítima titular del trono, Juana I de Navarra que había fallecido en 1305. En junio de 1308, de los tres frailes arrestados en esta encomienda, uno era el comendador fray Domingo de Ejea. En 1311, Fray Tomás de Pamplona, maestre templario de Navarra y preceptor de Aberin y Ribaforada, «acudió al interrogatorio de París con la intención de defender a ultranza la inocencia de la Orden». En el año 1312 los Templarios desaparecían, tan solo un año después, en 1313, el rey de Navarra traspasó los bienes que aquellos tuvieron a otra orden religiosa, a los de San Juan de Jerusalén, creándose en ese lugar una nueva Encomienda que mantendría la propiedad del lugar hasta la primera mitad del siglo XIX.
La población tenía varias familias mozárabes contándose unas 35 familias hacia 1300, 31 en 1353, 20 en 1366 y 35 en 1402.

### Edad Moderna y Contemporánea
A mediados del siglo XIV contaba con una población aproximada de quinientos vecinos poco a poco fue entrando en un proceso de decadencia que duró hasta los últimos años del siglo XVIII. En el siglo XVI se expulsó a todos aquellos moros que no habían renunciado a su religión musulmana. No hay que olvidar que los mejores agricultores eran ellos. Unas décadas después, ya en el siglo XVII, Ribaforada podríamos decir que estuvo a punto de extinguirse, llegando a contar con tan solo 35 habitantes.
70 vecinos había ya en 1726; y a partir de allí…, primero las mejoras en el regadío gracias al Canal Imperial y al Canal de Lodosa (posteriormente este segundo canal) que convertían en regables las tierras de este municipio…, y después toda la llegada de colonos procedentes de los lugares más diversos de España, principalmente de Navarra y de Aragón, que permitieron que Ribaforada llegase al año 1800 con casi dos centenares de habitantes.
La expulsión de los moriscos, sumada a la crisis demográfica, supuso una reducción drástica de su población, situación que se prolongó hasta el siglo XIX. Durante la Guerra de Sucesión muchas casas fueron abandonadas, causando su ruina.
En 1722 la rotura de la presa del Bocal, cuya se tomaba el agua para el riego, agravó la crisis económica. En 1726 Ribaforada tenía sesenta almas. Desde 1784, con la apertura del Canal Imperial de Aragón, se iniciaría una mejora al recuperar y ampliar el área de regadío.

## Cultura
Ribaforada cuenta con un extenso plantel de grupos y asociaciones culturales: La Casa de Cultura de Ribaforada, apodado el «nuevo baluarte» (en comparación con el de Pamplona), es un edificio inaugurado en 2010 como una de las construcciones más punteras de la arquitectura navarra. Está ubicada en la plaza de San Francisco Javier, al lado del ayuntamiento y la iglesia vieja. Entre sus estancias cuenta con un auditorio, una biblioteca, varias salas de exposiciones y reuniones y un observatorio desde el cual es visible la estampa del paisaje de las Bardenas Reales.

### Música
- La Coral San Bartolomé de Ribaforada[19] -dirigida por Eduardo Calvo Urzaiz-.
- La banda municipal de música de Ribaforada[20] -dirigida por Antonio Huguet Lasobras-, que en 2005 celebró su centenario (se fundó el 31 de marzo de 1905) con un variado programa de actividades, incluida la grabación de un CD.
- La banda y coro chiqui de la escuela municipal de música Teodoro Gascón de Ribaforada, filial de la Banda Municipal y el Coro respectivamente.
- La Escuela Municipal de Jotas de Ribaforada.
- La ya extinta Banda de Cornetas y Tambores de Ribaforada, grupo musical fundado hace casi 15 años por Balbino González —ya fallecido— y Miguel Ángel Oliver -su director-. Que llegó a cosechar con integrantes muy jóvenes un buen número de galardones en los campeonatos a nivel nacional de su disciplina: 3 primeros puestos, 1 segundo, 2 terceros y 1 cuarto.
- La Charanga Musikaña.[21]
- El Grupo de Gaiteros de Ribaforada.
- El grupo de música pop rock Âgora, formado en 1999 por los locales Rafael Zardoya (voz y guitarra), Paul Huguet (voz y guitarra), Alfredo Magallón (bajo) y Ricardo Aldaz (batería), hoy sustituido por Rodrigo Huguet (batería). El grupo tiene publicado dos discos: la maqueta lanzada en 2001 que lleva por título Vive[22] y su último trabajo de 2011 titulado El último mono.
- El Grupo Armonía de música popular.
- El Grupo Wind's Melody compuesto por una media docena de intérpretes locales de saxofón y percusión.
- El grupo de música punk Atxeze compuesto por dos hermanos del pueblo, Juan Gascón (bajo) y Luis Gascón (vocalista).
- La asociación cultural de DJs Gladium compuesta por los djs de música electrónica de la localidad.
- El Ribaforada Rock Fest, festival de rock que se realiza cada mes de septiembre.

### Danza
- El Grupo de Danzas de Ribaforada.
- Los alumnos del curso de Bailes de Salón.
- La Comparsa de Gigantes y Cabezudos de Ribaforada. Historia del grupo
- El Grupo de Paloteadores de Ribaforada, que todos los años la noche del 24 de agosto a las once de la noche representa el Paloteado de Ribaforada Vídeos del acto en honor a nuestro patrón San Bartolomé en colaboración con el grupo de gaiteros de la villa.

Otros:
- La Revista cultural e informativa de Ribaforada el Pedriñal.com,[23] fundada en 1973 tras la publicación de su primer número y recuperada en 2004 por la Asociación juvenil "Por otro mundo mejor", que cada mes realiza una tirada local de unos 500 ejemplares que contienen noticias, artículos, opiniones, entrevistas, fotos, anuncios...
- La Asociación de Belenistas de Ribaforada San Francisco de Asís , que realiza desde 2007 todas las navidades un concurso local de belenes y monta el belén de la Iglesia de Ribaforada.
- La Asociación de jubilados Tolerancia y alegría.
- La Asociación de mujeres El Encuentro, que programa numerosos y variados cursillos de pintura y otras artes.
- La entrañable Campaña de Navidad, que todos los cinco de enero sobre las seis de la tarde, por la festividad de los reyes magos, guía a sus majestades de oriente hasta el polideportivo donde reparten gratuitamente juguetes para todos los niños del pueblo y antes, en diciembre, aguinaldos para los más mayores. Un original y exclusivo trabajo financiado sobre la base de los donativos que los vecinos de la localidad depositan en los actos programados por la propia asociación; como el Festival de Navidad en diciembre, el desfile de moda de la ribera, los rastrillos benéficos, las recolectas...
- La Asociación para la Conservación del Patrimonio Histórico de Ribaforada, fundada en 2019 por dos grupos afines a la historia (Amigos de la Iglesia Vieja y voluntarios de la excavación del yacimiento romano de "San Gregorio" con el objetivo de conservar, proteger y difundir el patrimonio de la villa de Ribaforada.

### Patrimonio

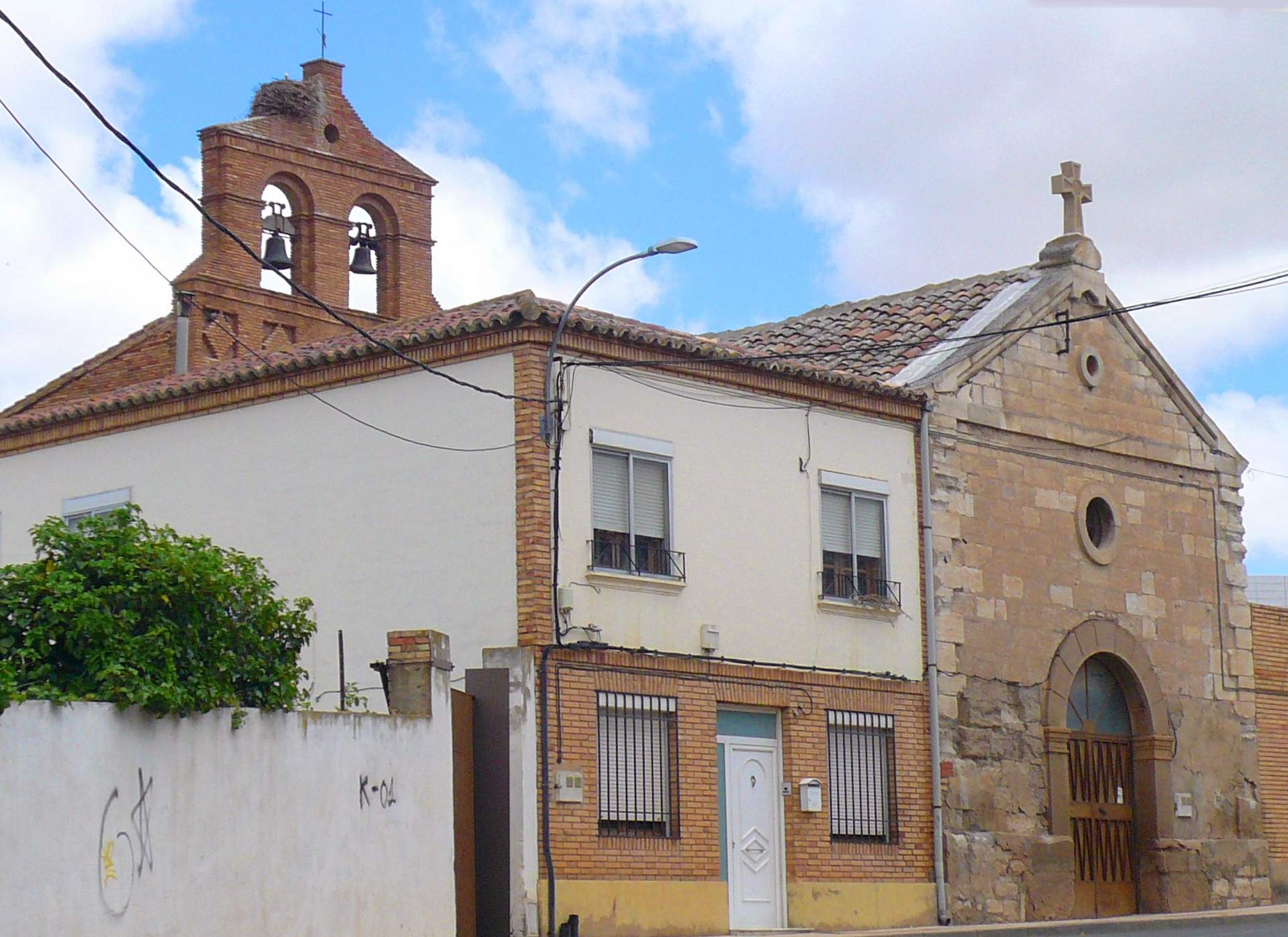
Detalle de la espadaña original de la Iglesia de San Blas de estilo mudéjar, símbolo de Ribaforada

#### Monumentos civiles
- El Canal Imperial de Aragón, empezado a construir en el reinado de Felipe II y que riega otras tres localidades navarras, antes de entrar en territorio aragonés.
- Yacimiento romano San Gregorio,[24] donde se ha localizado, hasta el momento, el único horno romano de Navarra.[25]

#### Monumentos religiosos
- Iglesia de San Blas actual, reconstruida en el siglo XVI sobre la antigua parroquia de San Blas (de fundación templaria del siglo XII, debió de una sola nave con ábside semicircular y torre prismática) conocida como iglesia vieja,  es de estilo mudéjar. El templo sufrió una nueva reforma en la segunda mitad del siglo XVII. En la década de los 1990 su espadaña fue restaurada quedando así la parte más alta del edificio, aquella más expuesta a las inclemencias del tiempo y otros agentes erosivos.
- Iglesia de San Bartolomé, llamada coloquialmente iglesia nueva, presenta una planta levantada en el siglo XX aunque previamente existía desde el siglo XVII una capilla con tal nombre, de planta cuadrada y bóveda de aristas unida al centro de la iglesia por el lado del Evangelio. Fernando Pérez Ollo indica que fue la «parroquia de Estercuel, una de las almunias aforadas en 1117».[26]
- Ermita de Nuestra Señora de la Dehesa, situada en el Alto de la Dehesa,[27] una finca adquirida por Diputación Foral de Navarra en 1966.[26]

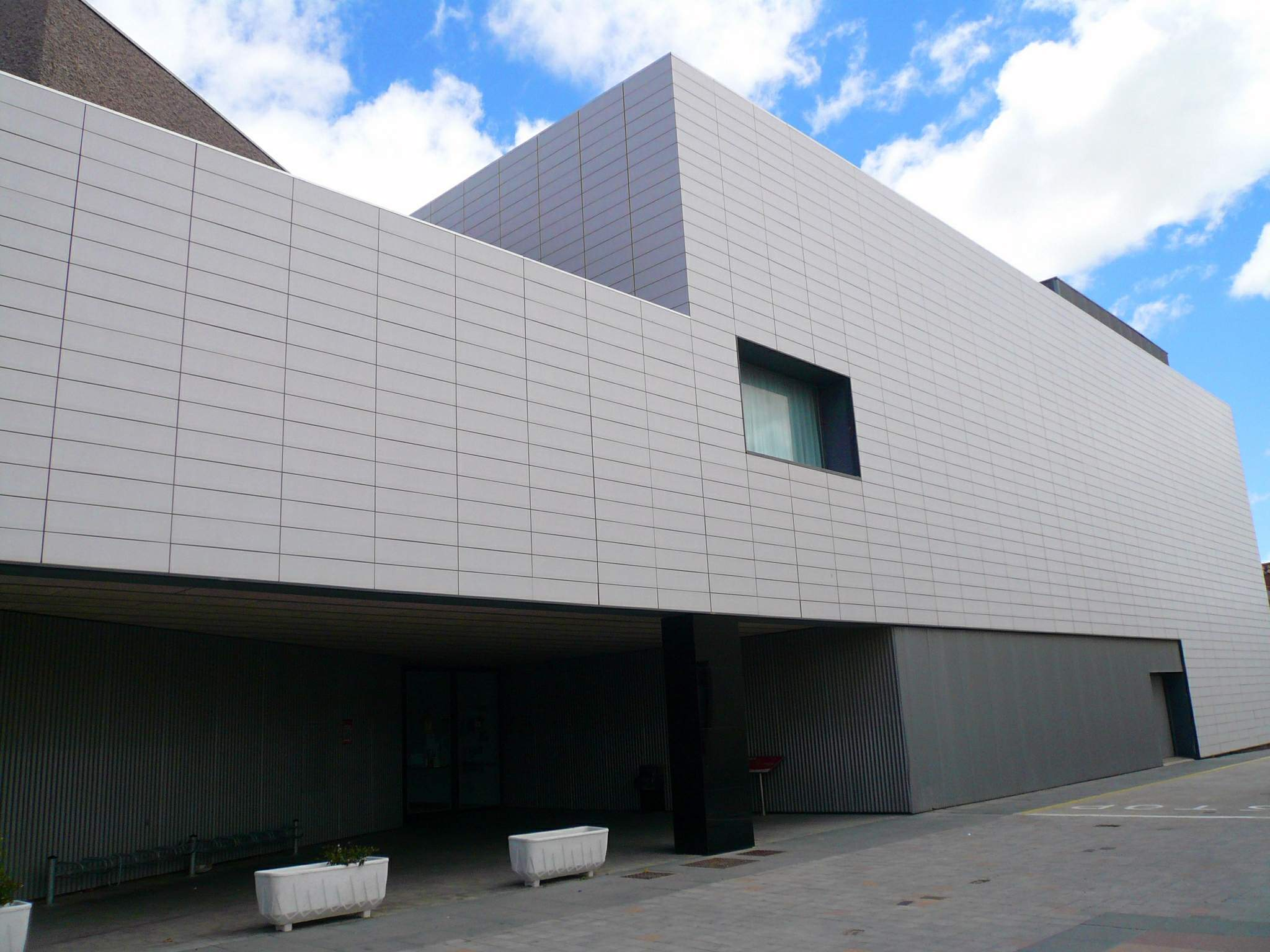
Casa de cultura

### Educación
Ribaforada cuenta con cuatro centros educativos:
- Colegio de educación infantil San Francisco Javier
- Colegio público municipal de educación primaria San Bartolomé
- Escuela municipal de música y danza Teodoro Gascón
- Instituto de educación secundaria obligatoria El Cierzo

### Gastronomía
- Platos: elaborados sobre la base de las piezas de caza y los cultivos de la zona. Destacan frutas y hortalizas como: alcachofa, tomate, brócoli, piña, alubia, patata, berenjena, pimiento, cardo, espárrago, trigo, olivo (para producción de aceite) y vid.
- Dulces: roscón de San Blas, culeca (para el día de la dehesa), rosquilla, mantecado, rendilla, sequillos, torta de chincharro, almendras garrapiñadas, etc.
- Bebidas: vino y pacharán casero.

### Deporte
En Ribaforada se practica una gran variedad de deportes: tantos como se demandan. Todos ellos coordinados por el consejo municipal de deportes local y cubiertos por una amplia infraestructura. Cuenta para ello con un polideportivo cubierto habilitado para la práctica deportiva y el desarrollo de las actividades de ocio. Las instalaciones se completan con un bar, almacenes de material, vestuarios y biblioteca.

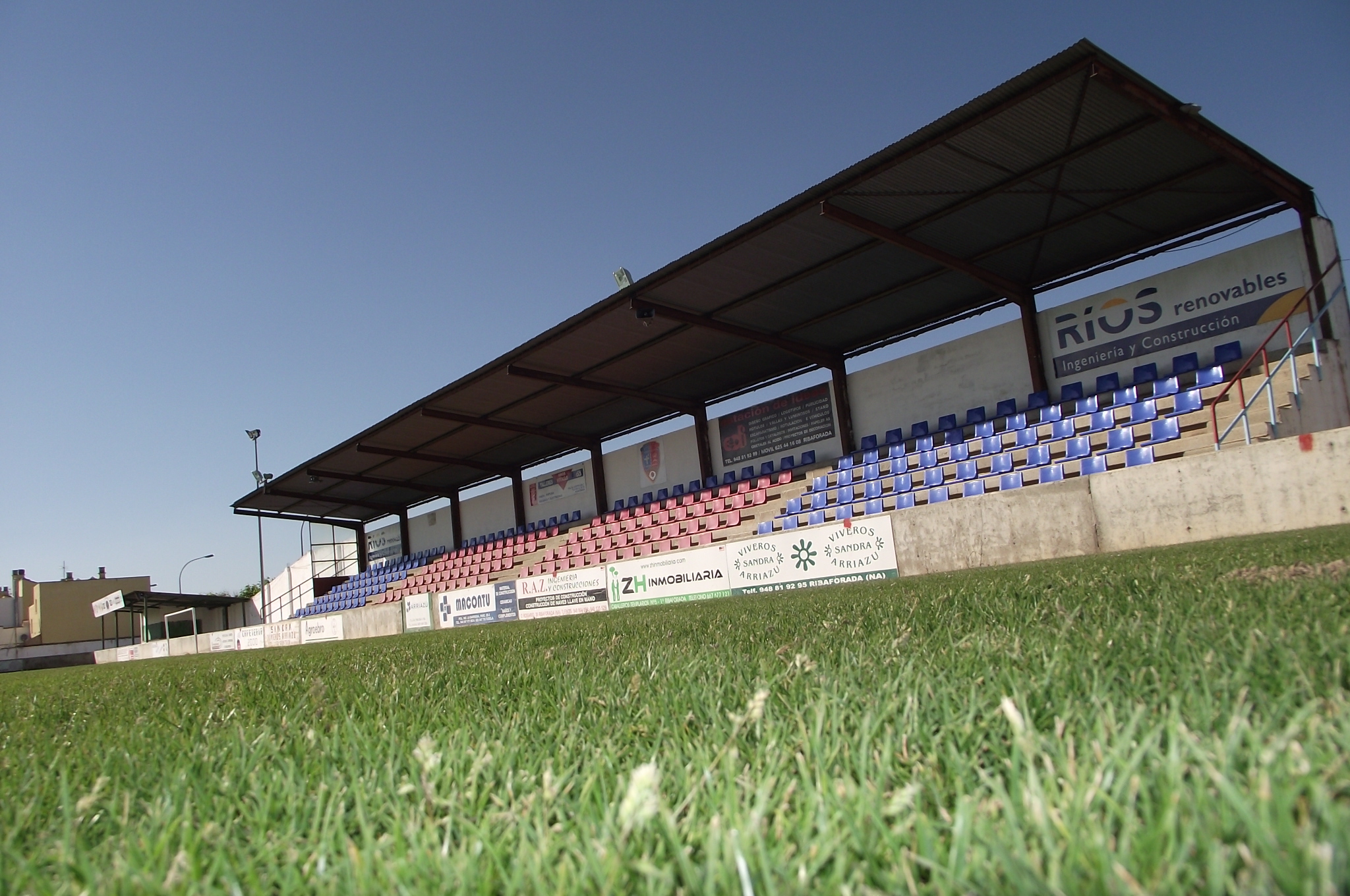
Estadio de fútbol San Bartolomé

Entre las asociaciones deportivas cabe destacar:
- El Club Deportivo Ribaforada, equipo de fútbol fundado en 1921, uno de los más longevos de navarra, y el Club Deportivo Municipal de Ribaforada, filial del anterior.
- El Club Ciclista de Ribaforada, que prepara salidas dominicales de ruta amateur.
- La Sociedad de cazadores y pescadores de Ribaforada , que organiza trofeos en su modalidad y de tiro al plato.

Entre las instalaciones para la práctica deportiva en localidad se cuenta con el Estadio de fútbol San Bartolomé, sede del Club Deportivo Ribaforada, un polideportivo que además sirve como sala multiusos, un frotón cubierto, un gimnasio de musculación y sauna, varias pistas polideportivas de tenis, baloncesto, voleibol, futbito..., una piscina municipal y un circuito de motocross.

### Fiestas
- Fiestas patronales en honor a San Bartolomé: 24 de agosto. En estas fiestas hay que destacar una de las tradiciones más antiguas que se conserva en la villa, el Paloteado en honor de san Bartolomé, una representación folclórica y teatral que pasa revista de la actividad local. También se celebran actos de tauromaquia. La fiesta se vive en las calles, peñas y bares.
- Fiestas patronales en honor a San Blas: 3 de febrero. El día de la víspera se hace una gran hoguera en la plaza del ayuntamiento y se reparte el famoso Rosco de San Blas bendecido. Cada año se reparten alrededor de 3000 roscos. Por lo demás estas fiestas tienen como plato fuerte los conciertos y bailes celebrados en el polideportivo con las mejores orquestas del panorama nacional.

### Ocio
Desde el año 2000, el primer fin de semana de agosto se celebra en Ribaforada la concentración motera Pellejo, organizada por el Motoclub caballos de fuego de la localidad y valedera para el campeonato nacional de mototurismo. La festividad se desarrolla con un ambiente sano que va adquiriendo fama no solo a nivel nacional, también internacional. El evento va por su XIII edición.

### Tradiciones
- La Dehesa: cada primero de mayo se celebra una concurrida romería a la ermita que se encuentra en el alto de la dehesa, a unos cuatro km del núcleo urbano. Vecinos y forasteros en hermandad y buen ambiente preparan comidas campestres regadas por buenos vinos locales y el tradicional postre de la culeca, un bizcocho bañado en merengue que los mozos suelen regalar a sus enamoradas.
- Las farinetas: una tradición que viene a ser realizada cada madrugada del día 13 de diciembre (noche de Santa Lucía) donde los jóvenes de la localidad salen a manchar con sus carretillos, cargados de una argamasa pegajosa llamada farineta, las puertas principales y fachadas de las casas de las mozas del pueblo, normalmente de la misma edad. La farineta es una mezcla de pienso compuesto y agua que servía antaño para alimentar a los cerdos, aunque la más común en la actualidad es la mezcla de arena y agua (barro) a la que se le pueden incluir otros ingredientes como la paja y el serrín. Además, también es costumbre que acompaña a la acción de manchar que el chico enamorado deje a su amada una flor y por otro lado que la cuadrilla deje un cardo trompetero de grandes dimensiones a aquella chica que peor caiga entre sus amigos.
- Los quintos: cada año, un fin de semana del mes de enero, la quinta que está en edad de cumplir los dieciocho años se uniforma con la característica camisa blanca, que sirve de lienzo, y salen por las calles del pueblo con la charanga para celebrar su mayoría de edad. Este evento es la continuación de la fiesta que organizaban los mozos para despedirse del pueblo y de sus amigos a propósito del sorteo de los quintos para hacer el servicio militar.
- Peregrinación a Javier: como de costumbre, cada principios de marzo varias decenas de peregrinos salen desde Ribaforada para completar en cuatro estaciones los aproximados 80 km que separan la villa del Castillo de Javier. Los caminantes de Ribaforada realizan la javierada ataviados con el característico pañuelo verde y portando la bandera del municipio y una cruz. Durante el viaje no falta la logística: rancheros, mochileros y voluntarios locales que asisten a los peregrinos por todo el camino.

## Personas notables
- Fray Berenguer Sanz de Berrozpe (1478-1514): Comendador de la Orden de San Juan de Jerusalén en Ribaforada.
- José de Armendáriz y Perurena, I marqués de Castelfuerte (Ribaforada, 1670 - Madrid, 1740): militar y virrey del Perú.
- Eduardo Aizpún Andueza (Pamplona, 1895 - Barcelona, 16 de marzo de 1974): fundador, presidente y jugador del C.D. Ribaforada y C.A. Osasuna.
- Rosendo Huguet Peralta (Ribaforada, 6 de noviembre de 1938 - Ribaforada, 19 de junio de 2017): Misionero de la Congregación Vicentina en el Perú, educador y filósofo.[29]
- Delfina Zardoya Blanc (Ribaforada, 24 de diciembre de 1906 - Ribaforada, 31 de octubre de 2015): fue la persona más anciana de Navarra a un mes de cumplir los 109 años.[30]
- Izaskun Ruiz (Pamplona, 1978): Periodista especializada en los deportes de motor, especialmente el motociclismo.